# 中島の梵天立て
中島の梵天立て（なかじまのぼんてんたて）は、千葉県木更津市中島で毎年1月7日に行われる伝統行事である。1992年（平成4年）に国の選択無形民俗文化財に選択された。このほか、千葉県が選定したちば遺産100選のひとつでもある。

## 解説
1月7日の早朝、中島地区にある6つの町内の若者たちが、長い竹の先に御幣を付けた「梵天」と呼ばれる棒状の物を海底に立てる儀式である。6つの町内にはそれぞれ「ワカイシュ（若い衆）」の組織があり、梵天立ても町内ごとに6つの組にわかれて行う。梵天を立てる役割は、ワカイシュにその年新たに加わった者が中心となって担っており、町内の男子が成人する際の一種の通過儀礼となっている。
若者たちが梵天を立てる間、海岸では出羽三山の信仰者である行人（ぎょうにん）が祈祷を行い、五穀豊穰や悪疫退散などを祈願する。
この行事は、元禄年間に村に降りかかった災難を出羽三山の威徳で解決したことに始まると伝えられている。江戸幕府の船が金田沖で停泊した際に錨が盗まれ、疑いをかけられた漁師が濡れ衣を晴らすよう出羽三山の行者に願ったところ、盗まれたはずの錨が海中から浮き上がったとされ、その恩返しとして始まったのが「梵天立て」であるという。
この行事は、一種の成人儀礼に関わるものとして注目されるとともに、出羽三山信仰の具体的な姿をよく示すものとして貴重であることから「記録作成等の措置を講ずべき無形の民俗文化財」に選択された。

## 祭事
未明（午前5時半頃）に、行人が法螺貝を鳴らして儀式の始まりを告げる。「行人宿」に集まった若者たちは、裸に晒木綿の褌（または股引）、鉢巻き、襷を身に着ける。宿を出発する前には「出神酒」を少量飲む。その後、若い衆は500メートルほど離れた海岸まで梵天を担いでいき、各組が順番に海に入り、海底に梵天を突き立てる。この時、梵天の先を水に付けてはならないとされる。後から梵天を立てるグループは、前のグループより遠い場所に梵天を立てるのが習わしである。梵天立てが行われている間、行人たちは海岸で数珠を繰りながら般若心経を唱え、五穀豊穣や大漁を祈願する。
儀式が終わると、御幣が各戸に配られる。

## 梵天
正月の梵天立ての際には、2種類の梵天が製作される。
一つは海に立てる梵天で、枝葉を残した長いマダケ（千葉県立中央博物館によれば7-9メートル、文化庁の資料によれば3間くらい＝5.5メートル前後）を支柱とし、先端に麻糸で結んだ御幣の束を取り付ける。それぞれの組の若い衆のたすき（町内ごとに異なる）と同じ色の布が結びつけられる。
もう一つは1間（約1.8メートル）ほどの長さのモウソウチクを用いたもの（大梵天）で、上端に藁を巻き付け、そこにたくさんの幣束（小梵天）を刺したものである。海岸に立てた後に行人宿に持ち帰られ、御幣（小梵天）は各家庭に配布する。
梵天の制作は若い衆の仕事であり、竹の伐採や、御幣の取り付けなどが行われる。御幣は行人が作成するもので、「国旗」と呼ばれる半紙判の和紙を用いて作られる。

## 関連する祭事
中島地区の出羽三山信仰の講である「中島敬愛講」では、毎月8日に講の集まりがある（八日講）。1月8日に行う本項主題の梵天立てのほかに、8月8日にも「土用行」として4本の梵天を制作し、海難供養塔や水神など4か所に立てる。
梵天は講の三山登拝（数年に一度行われる）や、行人の葬儀に際しても製作され用いられる。